# Falenty
Falenty ist ein Schulzenamt (sołectwo) der Landgemeinde Raszyn im Powiat Pruszkowski der Woiwodschaft Masowien in Polen. Der Ort hat mehr als 800 Einwohner. Bekanntestes Bauwerk ist das Schloss (polnisch Pałac w Falentach). Bis 1952 gehörte das höchste Bauwerk in Europa zur Landgemeinde Falenty.

## Geographie

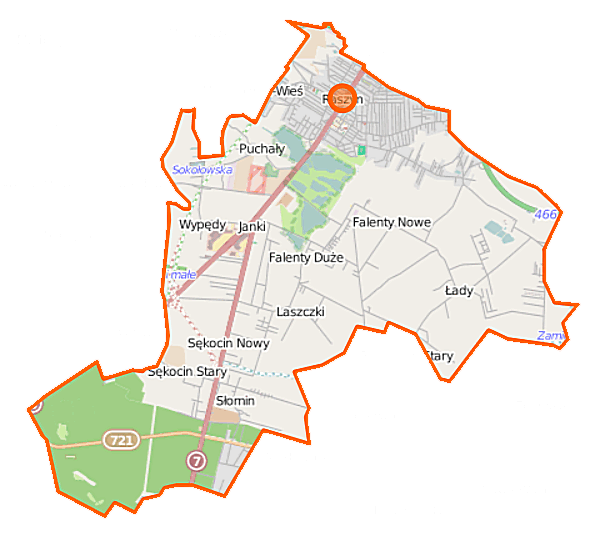
Karte der Gemeinde Raszyn

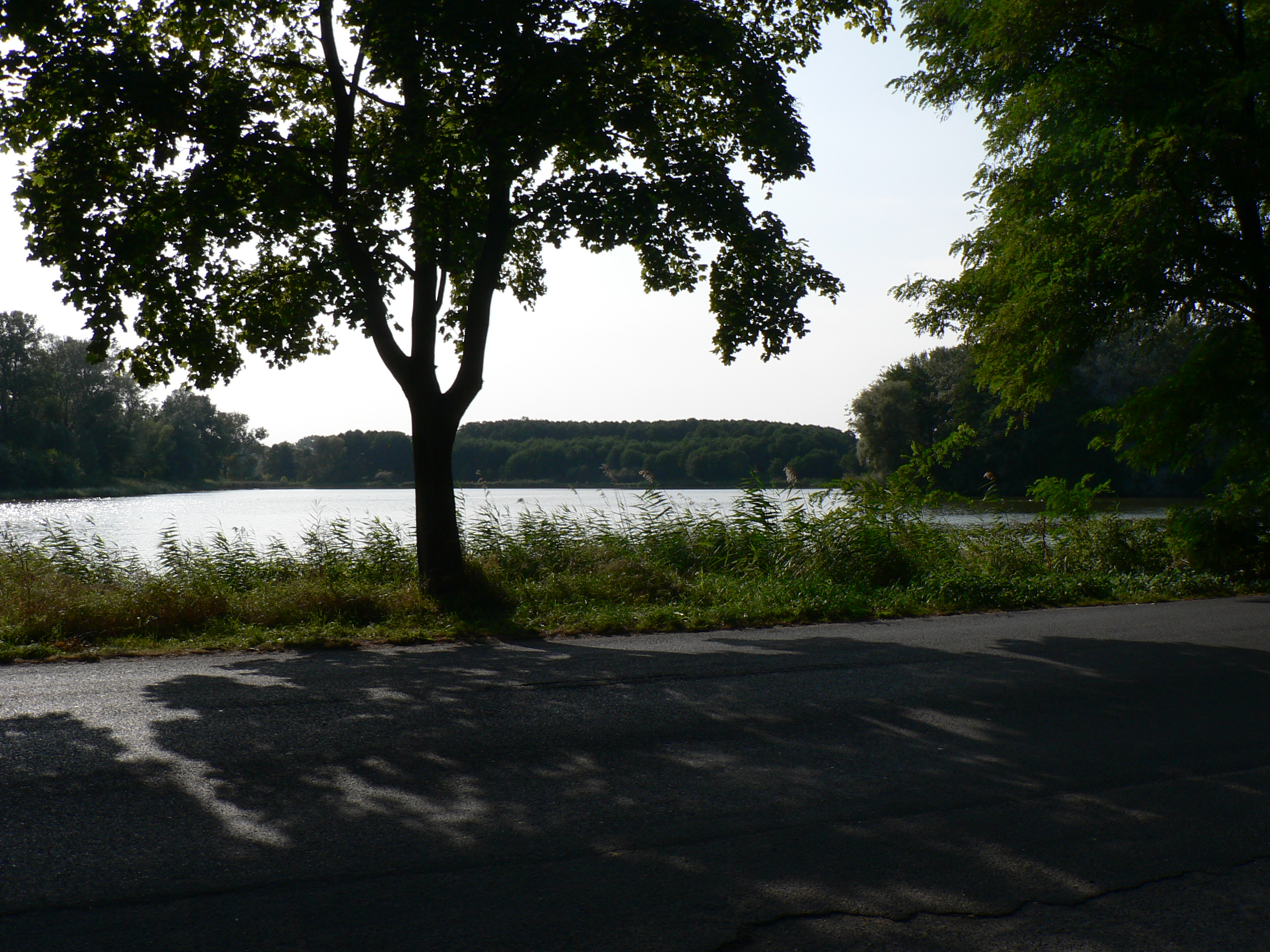
Teich bei Falenty

Falenty grenzt im Norden an Raszyn, den Hauptort der Gemeinde. Östlich schließt sich Falenty Nowe an, südlich Falenty Duże. Die Stadtgrenze der Landeshauptstadt ist weniger als zwei Kilometer entfernt.
Auf dem Gebiet von Falenty befinden sich vier größere Teiche, die zum Naturschutzgebiet Rezerwat przyrody Stawy Raszyńskie gehören. Es umfasst den westlichen Teil des Schulzenamts und hat eine Kernzone von 155,1 Hektar mit einer Pufferzone von 186,7 Hektar.

## Geschichte

### Falenty

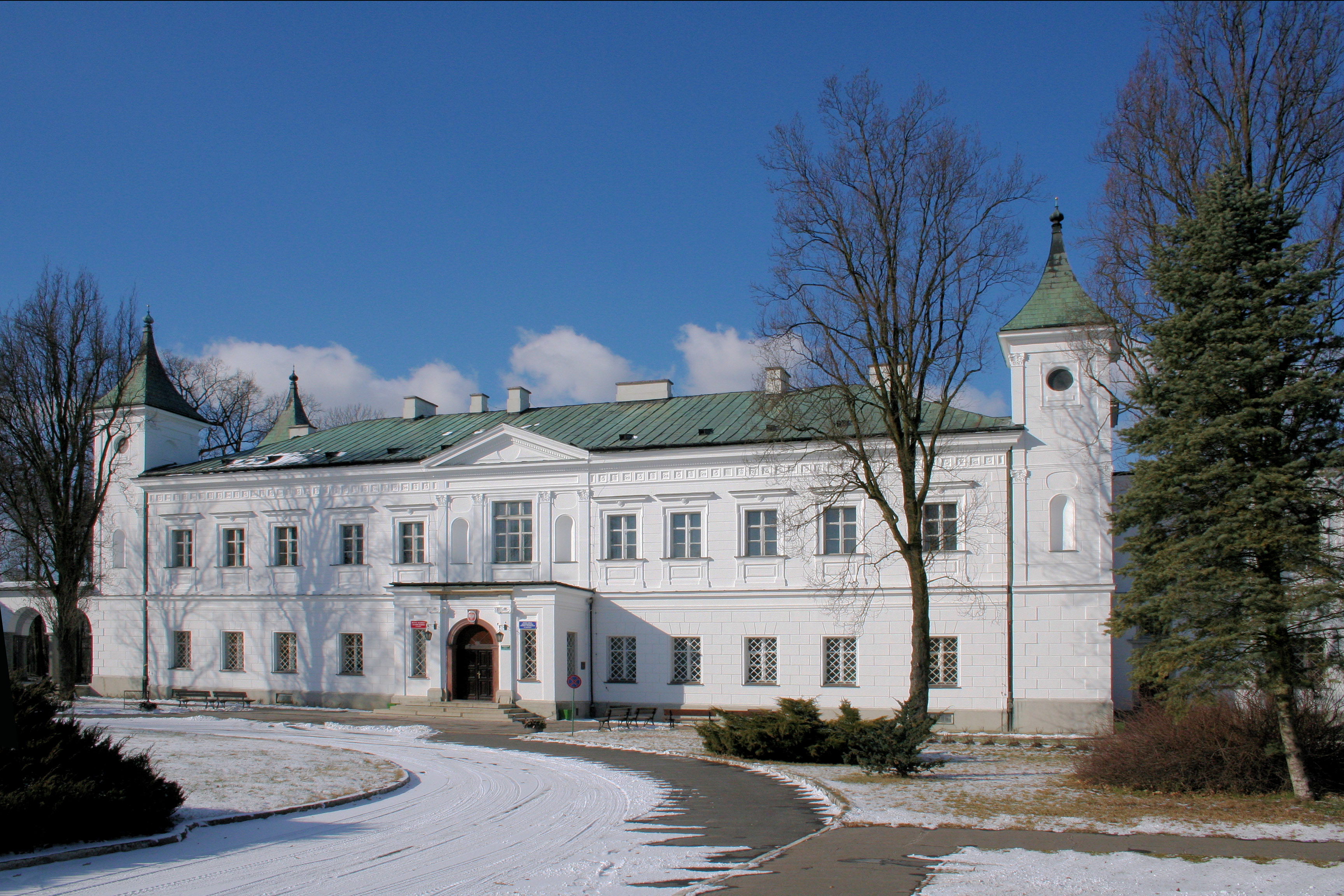
Schloss in Falenty

Bei Bauarbeiten im Schlosspark wurden 1967 18 Schmelzöfen der späten Latènezeit entdeckt, die der Herstellung von Eisen dienten. Nach weiteren Ausgrabungen ergab eine Schätzung, dass jährlich in etwa 100.000 Öfen 50 bis 100 (bis zu 150) Tonnen Eisen in der Region produziert wurden. Die Funde werden im eigens geschaffenen Museum für das alte Hüttenwesen Masowiens (Muzeum Starożytnego Hutnictwa Mazowieckiego) in Pruszków gezeigt.
Falenty wird 1428 in einer Urkunde über die Übertragung von Eigentum und Erbrechten erstmals erwähnt. Die Gegend ist seit der zweiten Hälfte des 15. Jahrhunderts ein Jagdgebiet der Herzöge von Masowien. In der Mitte des folgenden Jahrhunderts waren die Dörfer Falenty und Sokołowo Eigentum von Mikołaj Wolski. Er war Besitzer eines hölzernen Herrenhauses in Falenty und wurde 1565 Bischof von Włocławek (Leslau). Die Eigentumsrechte gehen bis 1604 vom Bistum an Mikołaj Opacki, den Starost von Piaseczno, über. Sein Sohn Zygmunt Opacki lässt 1620 das erste Schloss erbauen. Es beherbergte im März 1646 Luisa Maria Gonzaga vor ihrem feierlichen Einzug als Königin in Warschau. Im 18. Jahrhundert wechselte Falenty häufig den Besitzer. Gäste waren häufig Botschafter, da diese sich nicht während der Königswahlen in Warschau aufhalten durften.
Die Feuchtgebiete zwischen Raszyn und Falenty sollten beim österreichischen Feldzug gegen das Herzogtum Warschau eine Verteidigungslinie der Hauptstadt bilden. Die Schlacht zwischen Raszyn und Falenty wurde am 19. April 1809 ausgetragen. Nach dem Novemberaufstand 1830 lagerte die russische Armee von Anfang August bis zu den ersten Septembertagen 1831 zwischen Raszyn und Falenty, deren Bewohner beträchtlich unter Plünderungen zu leiden hatten.
Das Schloss in Falenty wurde im Zweiten Weltkrieg ein Erholungsheim für Angehörige der Gestapo hochrangige SS-Offiziere. Im Juli 1943 wurden in einem Waldgebiet zwischen den Teichen etwa 100 Gefangene aus dem Pawiak-Gefängnis erschossen.
Nach dem Krieg wurde Falenty 1945 vom Staat übernommen. Im Schloss befanden sich nacheinander: Der Oberste Rechnungshof (1945–1952), der Staatsrat (1952–1954) und das Präsidium des Provinznationalrates in Warschau (1954–1964). Im Jahr 1951 wurden zwei freistehende Seitenflügel errichtet. Das Institut für die Melioration und Bewirtschaftung von Grünland (Instytut Melioracji i Użytków Zielonych, IMUZ) wurde 1964 in das Schloss verlegt. Das ehemalige Gut wurde in ein Agrarforschungsinstitut des IMUZ umgewandelt. Seit 2002 befindet sich dort auch die Hochschule für Wirtschaft und regionale Entwicklung (Wyższa Szkoła Przedsiębiorczości i Rozwoju Regionalnego).
Die Gemeinde profitiert von ihrer Lage an der Südgrenze der Hauptstadt. Wie Raszyn, Rybia und Nowe Grocholice ist Falenty eine Ansiedlung mit urbanem Charakter. Die Landwirtschaft wird durch Neubaugebiete mit Mehr- und Einfamilienhäusern verdrängt.

### Gmina Falenty
Im Ersten Weltkrieg wurden bei den Kämpfen im Oktober 1914 137 Gebäude in der Gmina Falenty beschädigt. Die Landgemeinde Falenty bestand seit 1867 im Powiat Warszawski. Sie hatte 1921 5033 Einwohner, nachdem die Bevölkerung kriegsbedingt um etwa 300 Personen gesunken war. Der Sitz der Gemeinde war das Dorf Raszyn, das an der alten Poststraße zwischen Warschau und Radom eine bevorzugte Lage hatte. Herzogin Zofia Czetwertyńska war mit 987 Hektar die größte Grundbesitzerin. Falenty Nowe und Falenty Duże entstanden durch Parzellierung von Adelsbesitz.
Die Gemeinde profitierte seit 1925 von der Anlage des Flughafens im nahen Okęcie. Im Mai 1931 nahm der Radiosender Raszyn seinen Betrieb auf. Die Station änderte später ihren Namen in Radio Warschau, da Raszyn oft mit Russia verwechselt wurde. Der Sender war in Łazy, das bis Juni 1952 zur Gemeinde Falenty gehörte. Der Sendemast mit einer Höhe von 335 Metern war von 1949 bis zum Jahr 1962 das höchste Bauwerk in Europa.
Im Mai 1951 und Juli 1952 gab die Gemeinde Teile an Warschau (Imielin, Jeziorki, Grabów, Krasnowola und Ludwimów) und die Gmina Lesznowola ab. Im selben Jahr kam die Gemeinde zum Powiat Piaseczyński. Im September 1954 wurde die Landgemeinde in 15 Gromadas aufgelöst. Bei deren Auflösung und Neuerrichtung der Gemeinden entstand zum 1. Januar 1973 die Gmina Raszyn. Ihr Gebiet kam 1999 von der Woiwodschaft Warschau zur Woiwodschaft Masowien und zum Powiat Pruszkowski.

## Persönlichkeiten
Die bekannte Bildhauerin und Textilkünstlerin Magdalena Abakanowicz (1930–2017) wurde in Falenty geboren.